# Église Saint-Clair de Saint-Clair (Ardèche)
L'église Saint-Clair est érigée dans la commune de Saint-Clair, département de l'Ardèche en région Auvergne-Rhône-Alpes. L'édifice est situé au centre du village. 

## Historique
Les documents cités dans la bibliographie de l'article permettent d'établir la chronologie suivante : 
- XIVe siècle : Première construction de l’église actuelle (?).
- 1523 : Mention écrite de l’église dans le « Pouillé  de l’Eglise de Vienne ». Saint-Clair et l’ensemble des paroisses vivaroises situées au nord du Doux dépendent alors de l’archidiocèse de Vienne (Isère).
- 1712  : Campagne de travaux. Construction du clocher carré au-dessus de la chapelle nord qui existait déjà. La nef reçoit des murs plus solides, avec une voûte qui remplace l'ancien plafond charpenté.
- 1789 : Révolution…
- 1793 : Fermeture de l’église au culte ?
- 1802 : Réouverture officielle au culte : l’église demeure paroissiale dans le cadre de la mise en place de l’organisation temporelle concordataire.
- 1807 : Réorganisation du maillage paroissial : l’église perd son statut d’église paroissiale. En effet le budget des traitements des ministres des cultes et donc le nombre des paroisses est revu à la baisse par l’État.
- 1821 : Rétablissement du statut d’église paroissiale. Le desservant redevient fonctionnaire d’État jusqu’à la Loi de séparation des Églises et de l'État
- 1859 : Campagne de travaux. La façade sud est complétée par un porche fermé devant l'entrée et par la construction de la salle de catéchisme. La chapelle sud a été construite (ou reconstruite) à ce moment-là. Ces travaux ont sans doute inclus le rajout d'un baptistère au fond de l'église, avec une fenêtre zénithale. À la suite a été construit le presbytère, qui sert maintenant de mairie[1].
- 1906 : Inventaire de l’église dans le cadre de la Loi de séparation des Églises et de l'État. L'opération se déroule après forçage des portes de l’église et de la sacristie le 4 mars. Les portes en portent encore les traces à l’heure de la rédaction ces lignes.
- 1990 - 1991 : Campagne de travaux. Dégagement de deux fenêtres murées du chœur et modification de la troisième. Reconfiguration du sanctuaire et reprise des peintures des murs et voûtes.
- 1994 : La paroisse de Saint-Clair et les autres paroisses catholiques de la banlieue d’Annonay (sauf Roiffieux) forment l’« Ensemble Inter Paroissial d'Annonay - rural ».
- 2003 : Création de la paroisse « Saint-Christophe lès Annonay », par fusion des paroisses catholiques existantes (1er janvier) [2].
- 2013 : Ouverture de l’église dans le cadre de la « Nuit des églises »  en lien avec la Conférence des évêques de France (juillet).
- 2021 : Création de la paroisse « Bienheureux Gabriel Longueville » du Bassin d'Annonay par fusion des paroisses « Sainte-Claire » d’Annonay, de Roiffieux et de La Vocance et « Saint-Christophe lès Annonay » (1er mai) [3].

## Description générale
Extérieurement, la façade de l'église présente au sud un portail surmonté d'un fronton triangulaire donnant accès à un porche fermé. La partie occidentale est imbriquée dans le bâtiment de la mairie (ancien presbytère). Au nord, le clocher carré est accolé à l'église et à l'est, le chevet est plat.
A l'intérieur, l'église à la forme d'une croix latine avec une nef unique, deux chapelles formant un transept, et deux absides en cul-de-four, l'une à l'est formant le chœur, l'autre à l'ouest occupée par les fonts baptismaux.

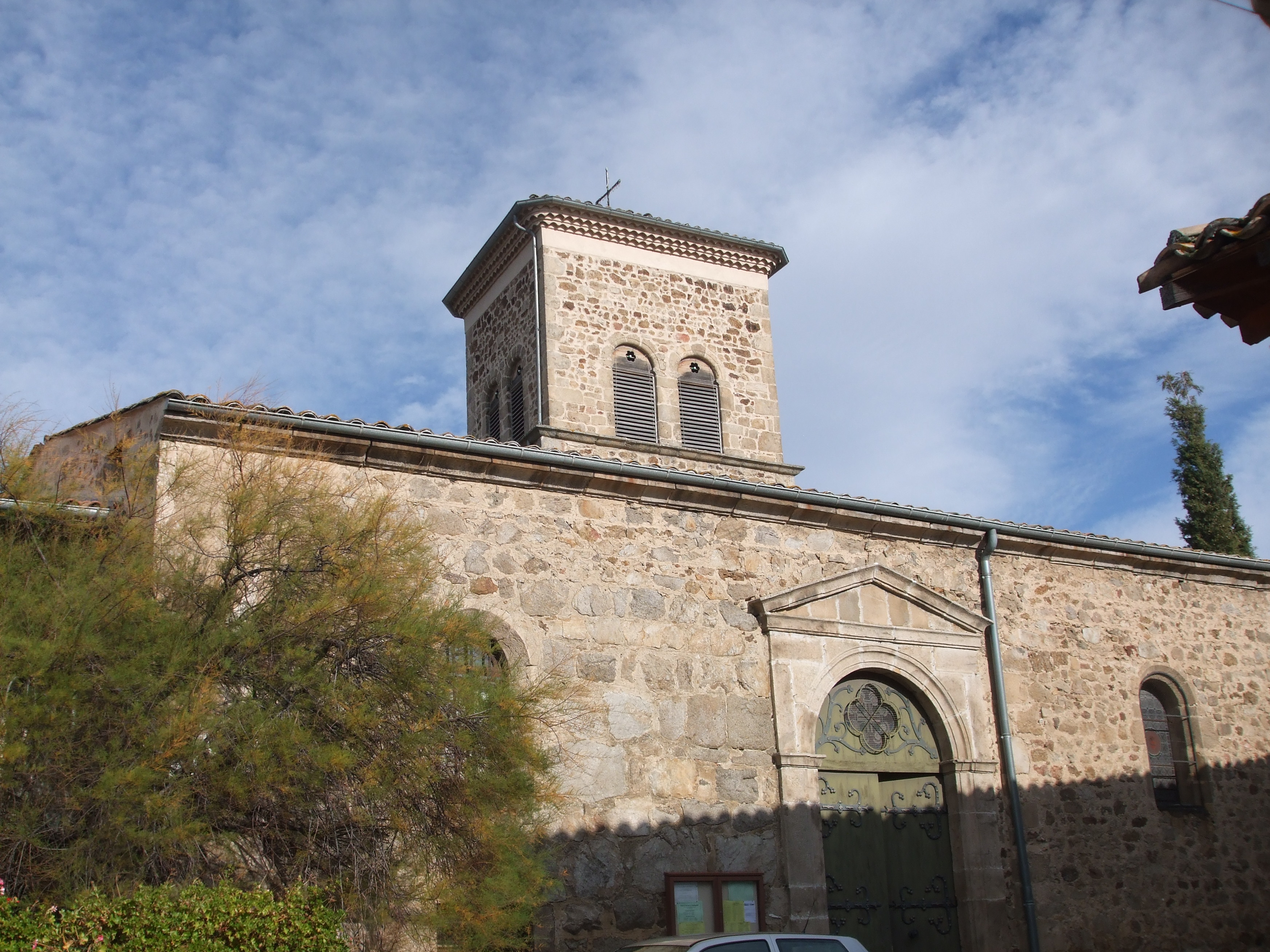
Saint-Clair (Ardèche) église, façade sud.
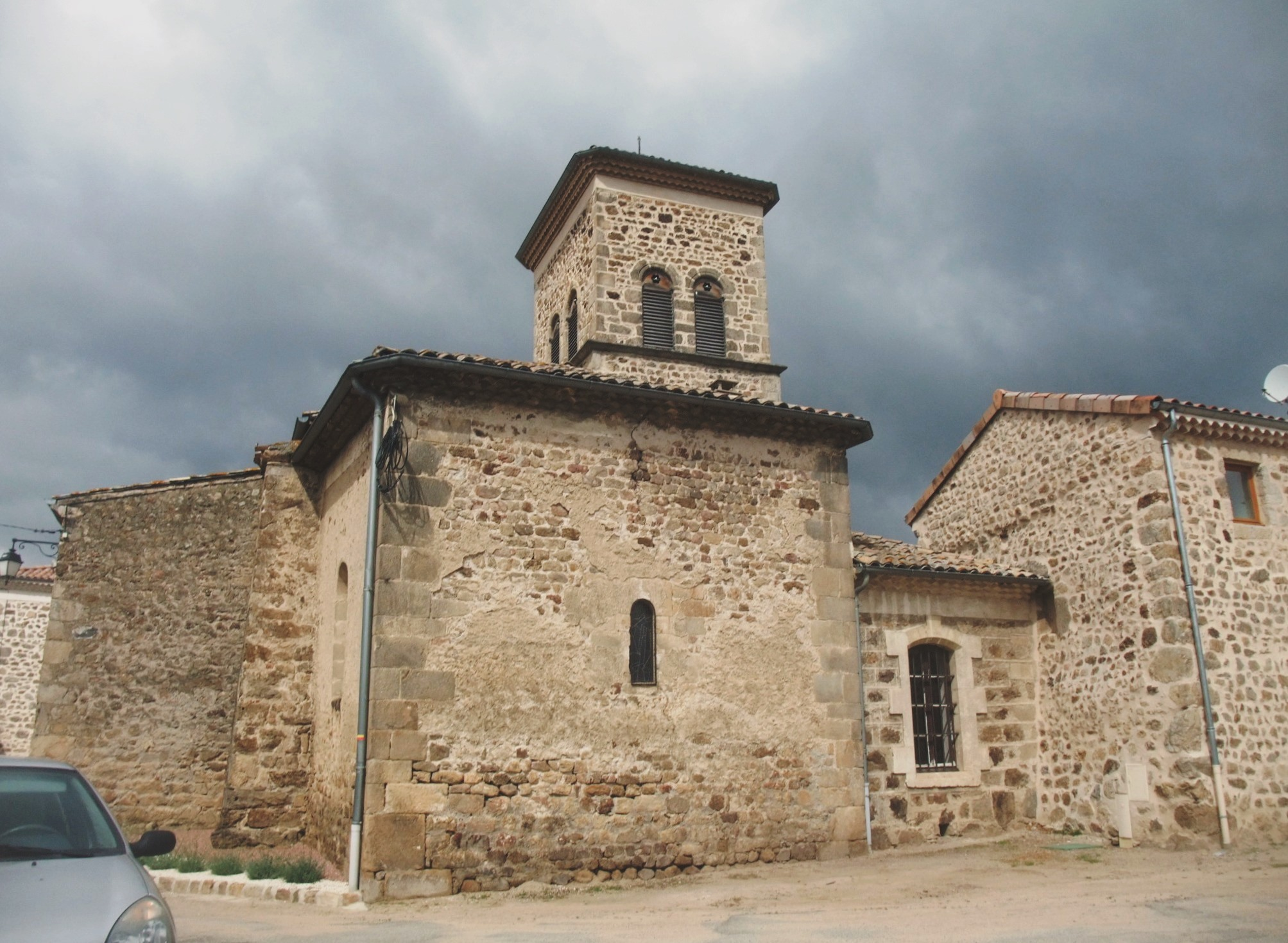
Saint-Clair (Ardèche) église, façade est.
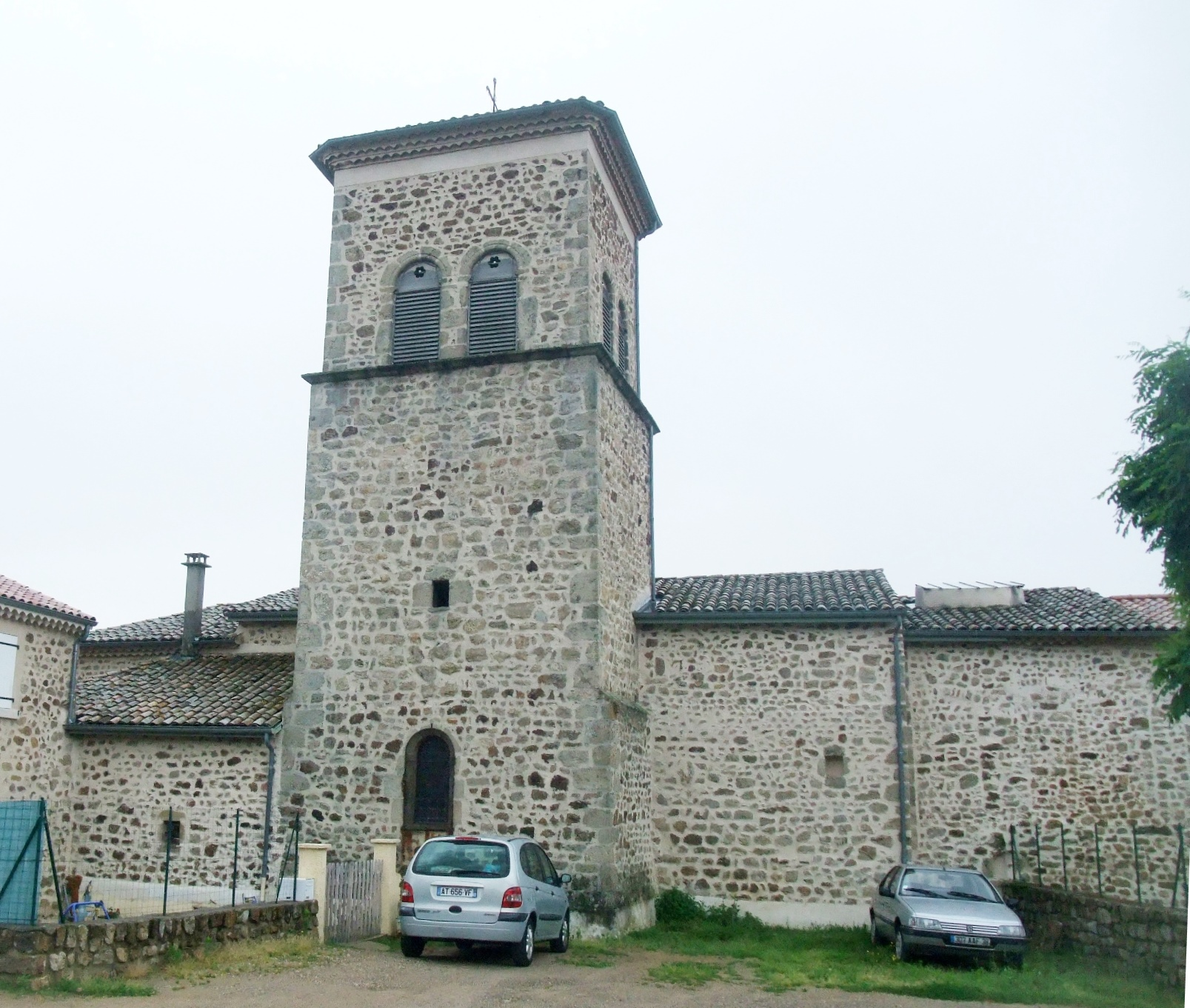
Saint-Clair (Ardèche) église, façade nord.
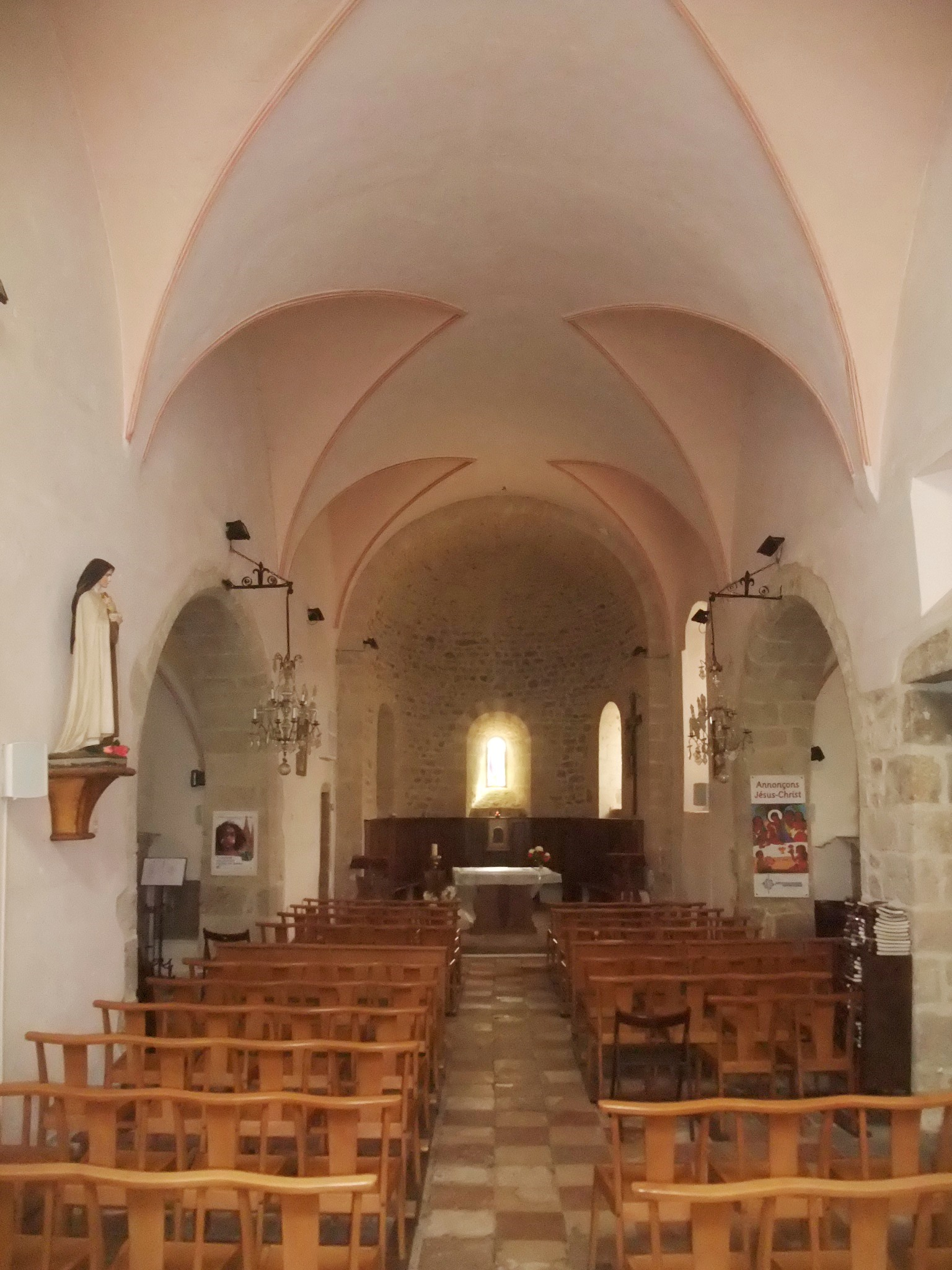
Saint-Clair (Ardèche) église, nef et chœur.
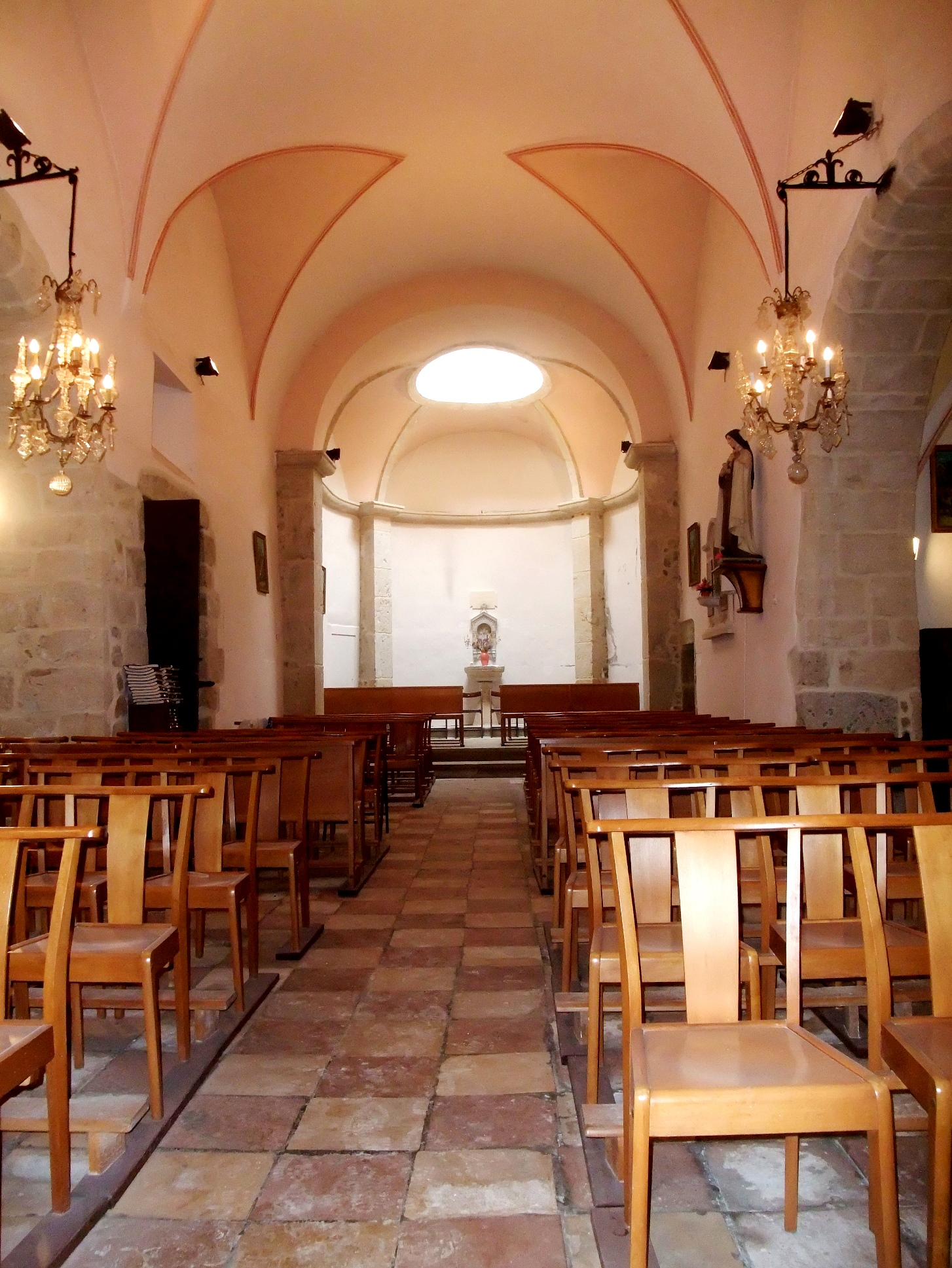
Saint-Clair (Ardèche) église, nef et baptistère.
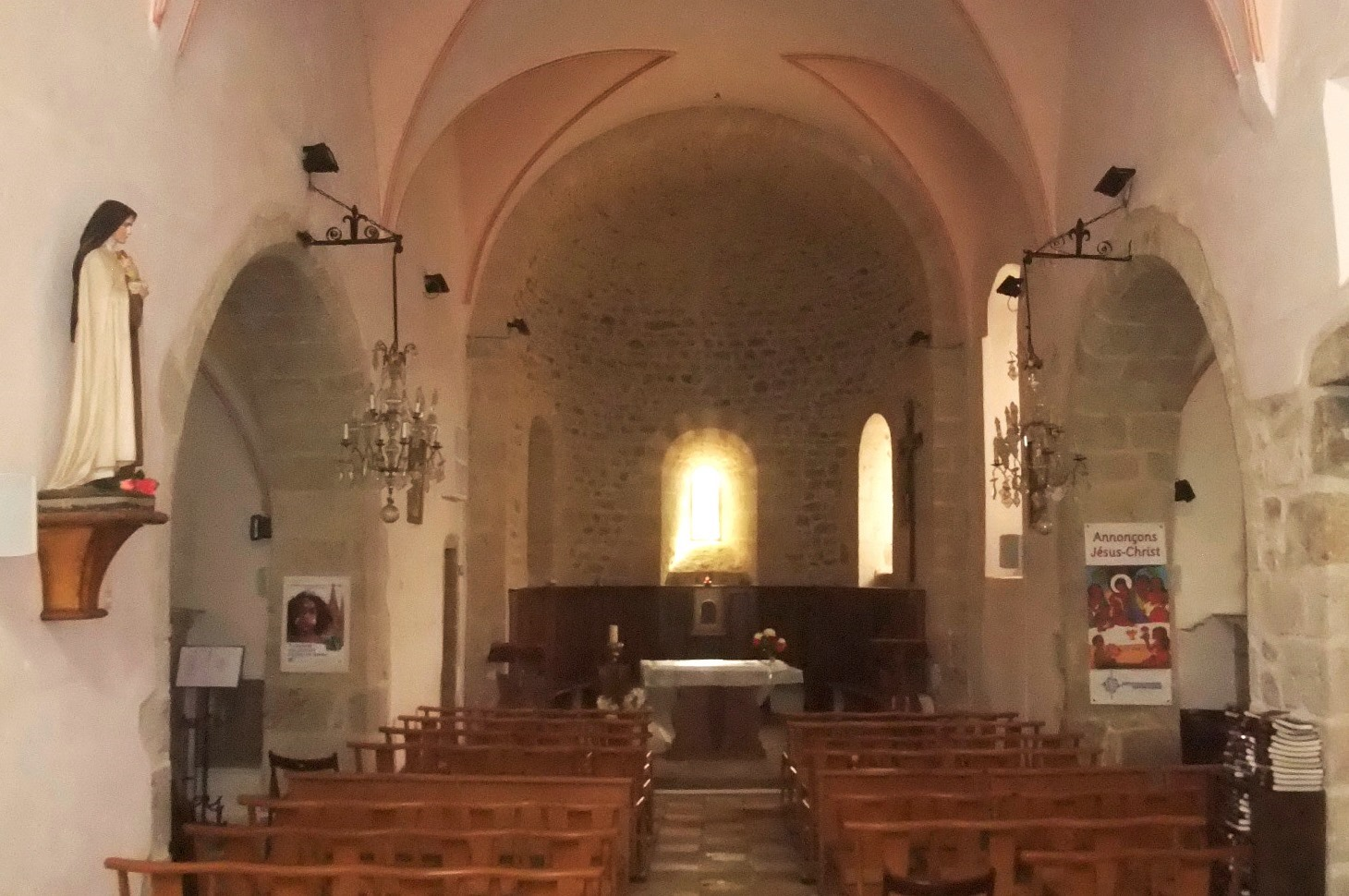
Saint-Clair (Ardèche) église, un chœur roman et une nef restaurée.
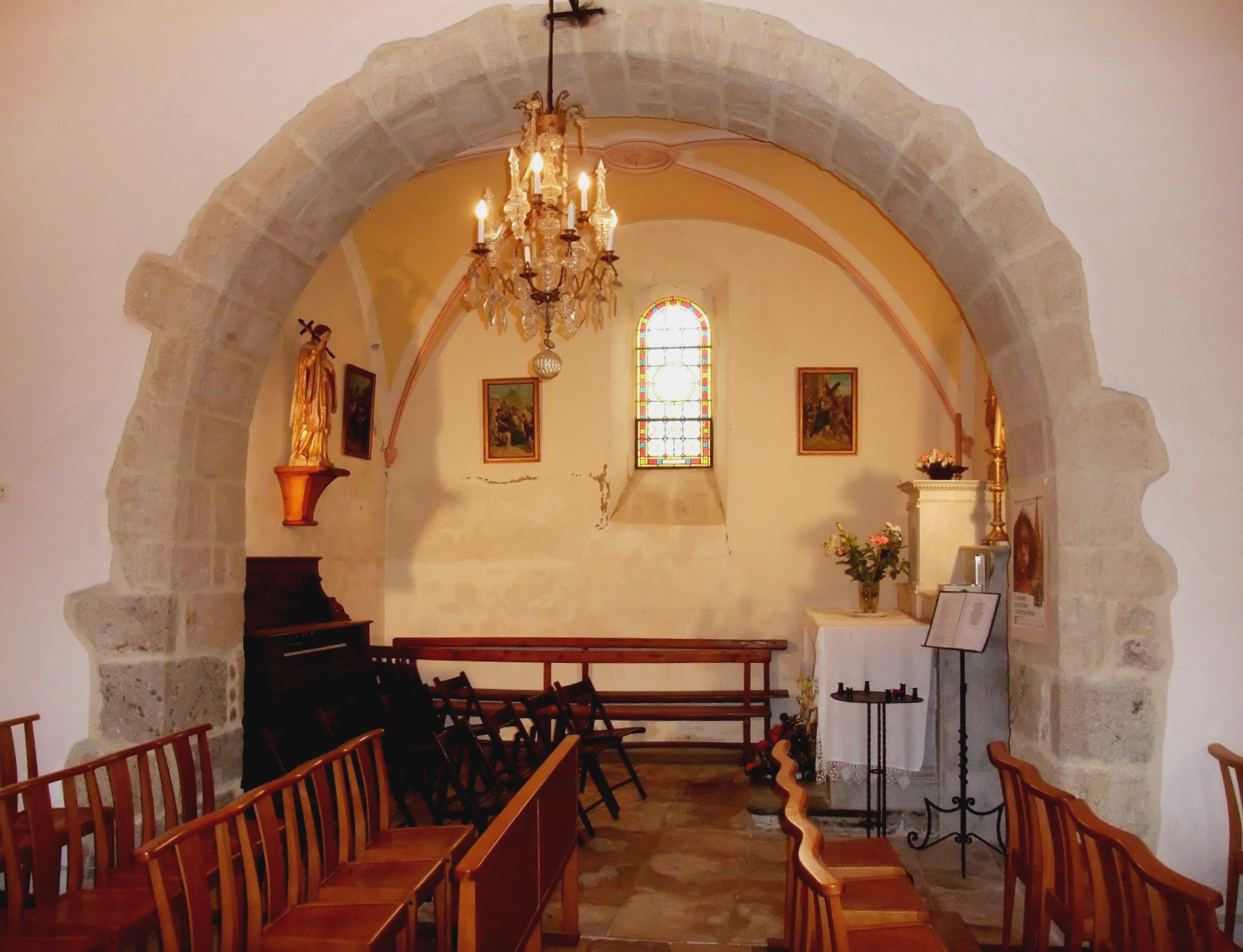
Saint-Clair (Ardèche) église, chapelle latérale.

## Vocable
Saint Clair est le patron de cette église.

## Visite de l'édifice

### Le sanctuaire
Plusieurs éléments aux fonctions liturgiques précises : 
- le siège de présidence.
- la Croix du Christ.
- l’ambon.
- l’autel.
- le tabernacle.

En l’église de Saint-Clair, les mobiliers présents dans le chœur ont été confectionnés en 1991 par des artisans locaux : autel, chandelier et ambon assortis en chêne ; stalles en noyer ; tabernacle moderne mais avec l’encadrement en cuivre de l’ancien.

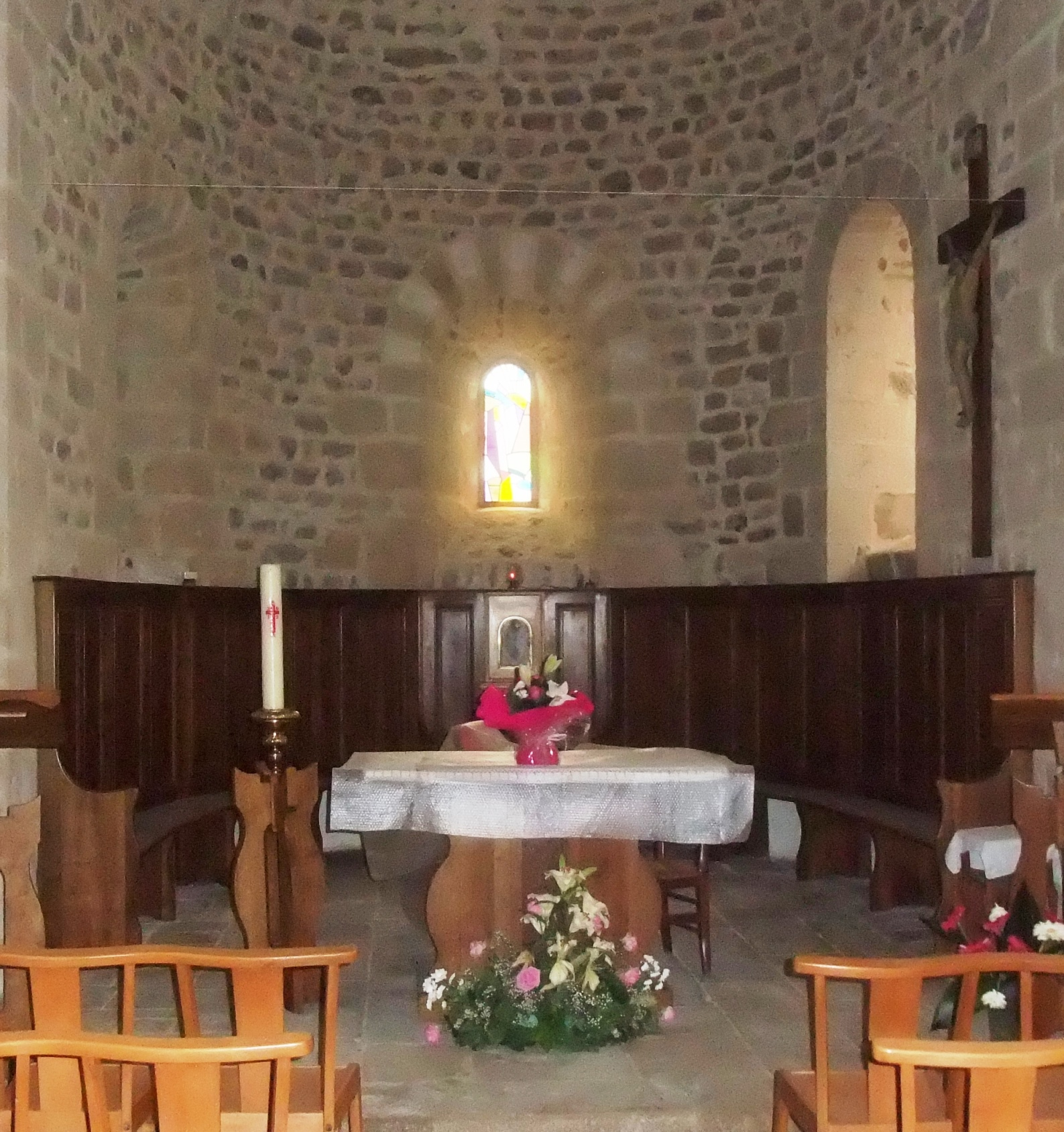
Un chœur roman.

### Vitraux
Les vitraux ont des motifs géométriques. Celui du chœur mis en place à la fin du XXe siècle  veut figurer un chemin montant par étapes vers la lumière qu’est le Christ pour les chrétiens.

### Sculptures

#### Statues
Plusieurs statues décorent l'église.

### Chemin de croix
Le Chemin de Croix ici sous la forme d’huiles sur toile rappelle différents épisodes en quatorze stations du premier vendredi saint : la Passion du Christ. 

## Chronologie des curés

### ? – 1994
Un curé, aidé parfois d'un vicaire a la charge de la paroisse dont le territoire correspond approximativement à celui de la commune.

### 1994 – 2003
Une équipe presbytérale dont les membres sont « curés in solidum » (responsables solidairement) a la charge de l’ensemble des paroisses catholiques de la banlieue d’Annonay (Ensemble Inter Paroissial d'Annonay - rural).

### 2003 – 2021
Avec la création de la paroisse Saint-Christophe dont le territoire comprend la banlieue d'Annonay, à l'exception de Roiffieux et de la vallée de La Vocance, une Équipe d’Animation Pastorale (E.A.P.) composée de laïcs en mission et de prêtres nommés « curés in solidum » à la charge de la paroisse nouvelle.

### Depuis 2021
Avec la création de la paroisse « Bienheureux Gabriel Longueville » dont le territoire correspond au bassin de vie d'Annonay, une Équipe d’Animation Pastorale (E.A.P.) présidée par un prêtre nommé « curé » à la charge de la paroisse nouvelle.